# Escola de Remo e Canoagem de Nanquim
Fundada em 1956, a Escola de Remo e Canoagem de Nanquim situa-se em Nanquim, China, mais concretamente no Lago Xuanwu. As actuais infraestruturas foram construídas em 2005, ao longo da margem sul do lago, recebendo treinos e competições na água, apoiadas por instalações em terra. A área de treino e competição aquática ocupa cerca de 1.330.000 metros quadrados, enquanto a superfície térrea ocupa 18.000 metros quadrados (a área total ronda os 1.348.000 metros quadrados). Mais celebrizada por acolher a canoagem e o remo nos Jogos Olímpicos de Verão da Juventude de 2014, a Escola recebeu mais provas das mesmas modalidades: nos 3º Jogos Nacionais Intercidades da República Popular da China (1995); 10º Jogos Nacionais da República Popular da China (2005), o Espectáculo de Estrelas Concurso de Esqui Aquático Sino-Americano (2005), o Campo de Verão Nacional da Juventude de Desportos Aquáticos (2011 e 2002), e os Jogos da Juventude de Convite do Este da China (2013), entre outros.